# La Calera, Hidalgo
La Calera är en ort i Mexiko.   Den ligger i kommunen Acatlán och delstaten Hidalgo, i den sydöstra delen av landet, 120 km nordost om huvudstaden Mexico City. La Calera ligger 1 850 meter över havet och antalet invånare är 166.
Terrängen runt La Calera är huvudsakligen kuperad, men åt sydost är den platt. La Calera ligger nere i en dal. Runt La Calera är det ganska tätbefolkat, med 52 invånare per kvadratkilometer. Närmaste större samhälle är Santa Ana Hueytlalpan, 19,9 km sydost om La Calera. Trakten runt La Calera består till största delen av jordbruksmark.